# Championnat d'Italie de football de deuxième division 1996-1997
Navigation
Édition précédente Édition suivante
La saison 1996-1997 de Serie B, organisée par la Lega Calcio pour la cinquante-unième fois, est la 65e édition du championnat de deuxième division en Italie. Les quatre premiers sont promus directement en Serie A et les quatre derniers sont relégués en Serie C.
À l'issue de la saison, le Brescia Calcio termine à la première place et monte en Serie A 1997-1998 (1re division), accompagné par le vice-champion Empoli FC, le troisième US Lecce et le quatrième AS Bari.

## Compétition
Le classement est établi sur le barème de points suivant :
- Victoire : 3 points
- Match nul : 1 points
- Défaite, forfait ou abandon du match : 0 point

### Classement
| Rang | Équipe                    | Pts  | J  | G  | N  | P  | Bp | Bc | Diff |
| ---- | ------------------------- | ---- | -- | -- | -- | -- | -- | -- | ---- |
| 1    | Brescia Calcio            | 66   | 38 | 18 | 12 | 8  | 49 | 34 | +15  |
| 2    | Empoli FC P               | 64   | 38 | 17 | 13 | 8  | 45 | 34 | +11  |
| 3    | US Lecce P                | 63   | 38 | 16 | 15 | 7  | 52 | 39 | +13  |
| 4    | AS Bari R                 | 62   | 38 | 15 | 17 | 6  | 52 | 35 | +17  |
| 5    | Genoa CFC                 | 61   | 38 | 15 | 16 | 7  | 58 | 31 | +27  |
| 6    | Pescara Calcio            | 54   | 38 | 14 | 12 | 12 | 50 | 38 | +12  |
| 7    | Chievo Vérone             | 54   | 38 | 12 | 18 | 8  | 44 | 40 | +4   |
| 8    | US Ravenne P              | 52-3 | 38 | 14 | 13 | 11 | 43 | 35 | +8   |
| 9    | Torino FC R               | 50   | 38 | 13 | 11 | 14 | 45 | 48 | -3   |
| 10   | Reggina Calcio            | 49   | 38 | 12 | 13 | 13 | 40 | 43 | -3   |
| 11   | Foggia Calcio             | 48   | 38 | 11 | 15 | 12 | 40 | 40 | 0    |
| 12   | Calcio Padoue R           | 48   | 38 | 11 | 15 | 12 | 41 | 43 | -2   |
| 13   | AC Venise                 | 46   | 38 | 10 | 16 | 12 | 47 | 49 | -2   |
| 14   | AS Lucchese               | 45   | 38 | 10 | 15 | 13 | 36 | 44 | -8   |
| 15   | Salernitana Sport         | 44   | 38 | 10 | 14 | 14 | 31 | 44 | -13  |
| 16   | Castel di Sangro Calcio P | 44   | 38 | 10 | 8  | 18 | 29 | 45 | -16  |
| 17   | Cosenza Calcio            | 41   | 38 | 9  | 14 | 15 | 44 | 55 | -11  |
| 18   | AC Cesena                 | 40   | 38 | 9  | 13 | 16 | 36 | 45 | -9   |
| 19   | US Palerme                | 35   | 38 | 6  | 17 | 15 | 40 | 55 | -15  |
| 20   | US Cremonese R            | 32   | 38 | 7  | 11 | 20 | 30 | 50 | -20  |

|  | Promotion en Serie A                        |
|  | Relégation en Serie C                       |
|  | P : Promu de Serie C R : Relégué de Serie A |